# Harcsás
Koordináták: é. sz. 47° 44′ 47″, k. h. 18° 10′ 41″47.746364°N 18.178081°E

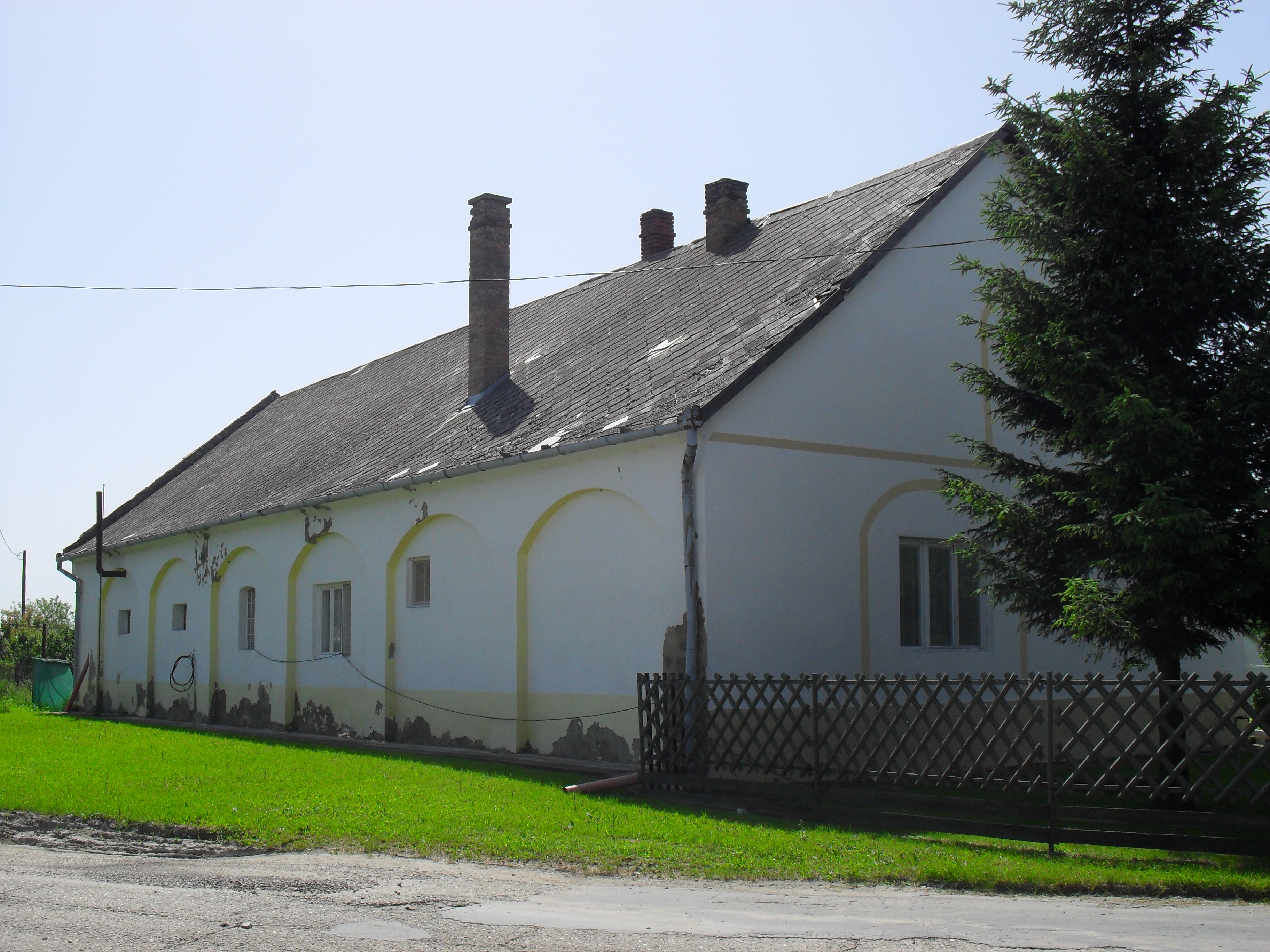
Nagyharcsás

Harcsás (szlovák nyelven Harčáš) a szlovákiai Komárom város egyik településrésze.

## Fekvése
Harcsás a Vág és a Duna torkolatának közelében fekszik, a városközponttól mintegy 3 km-re keletre, Szőnnyel szemben. Harcsás mintegy 3 km hosszan nyúlik el kelet-nyugati irányban, a Duna töltésével párhuzamosan. Nyugati részét Kisharcsás (Malý Harčáš), keleti részét pedig Nagyharcsás (Veľký Harčáš) néven jelölik a térképek. Északról az Izsai-kanális (Ižiansky kanál) választja el Kisizsától, keleti szomszédja az Izsához tartozó Leányvárpuszta. A Harcsásra vezető bekötőút a 64-es főútról ágazik el a Sistag vendéglő közelében.

## Története

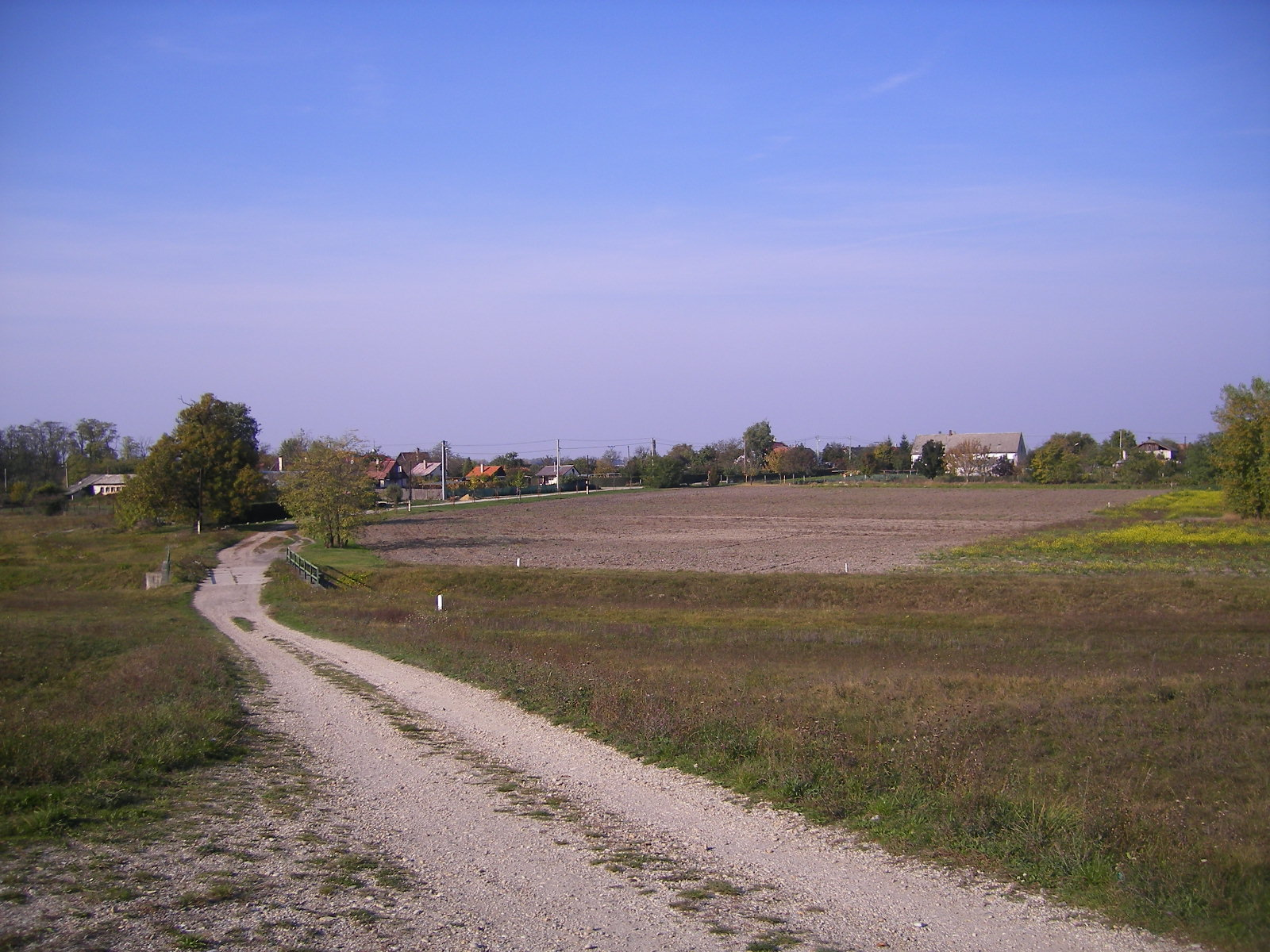
Nagyharcsás látképe a Duna töltéséről

Harcsást 1950-ben csatolták Komáromhoz, korábban Izsa község része volt.
Fényes Elek a következőt írja róla 1851-ben: Harcsás, puszta, Komárom vármegyében, a Duna, Izsa, Várföld, és Vár között; kiterjedése 716 h., mellyből 209 h. 3 nyomásos, 90 h. pedig takarmányos váltógazdaságra használtatik; a többi rétség, s a Duna s Vágh áradásainak ki van téve. Van itt egy majoros lak. F. u. gr. Zichy János örökös.
1924-ben Gyürki Viktor örököseinek birtokán 82,7 hektáros területen kolóniát hoztak létre, melyen 6 család (2-2 szlovák, magyar és morva) kapott földbirtokot. 1930-ban 28-an éltek a kolónián.
A szocializmus idején Harcsáson létesült a komáromi termelőszövetkezet gazdasági udvara, a hadsereg pedig lőteret alakított itt ki.
Napjainkban (2008) Kisharcsás elsősorban hétvégi házas beépítésű terület, míg Nagyharcsáson néhány lakóépület is található. 2008. november 21-én a volt kisharcsási csirketelep épületének átalakításával 39 szociális bérlakást adtak át. Kisharcsáson működik Komárom város szelektív hulladékgyűjtő udvara. A város rendezési terve szerint Harcsás ipari park létesítésére kijelölt terület, az eredeti tervek szerint az új Duna-híd megépítését is Harcsásnál tervezték (ezt később módosították és a vasúti híd mellé tették át a helyszínt).

## Népessége
2001-ben 57 lakosa volt.

## Nevezetességek
- A Vág torkolatánál kialakult homokpad kedvelt fürdőhely.
- Nagyharcsáson útmenti feszület található.

## Képtár

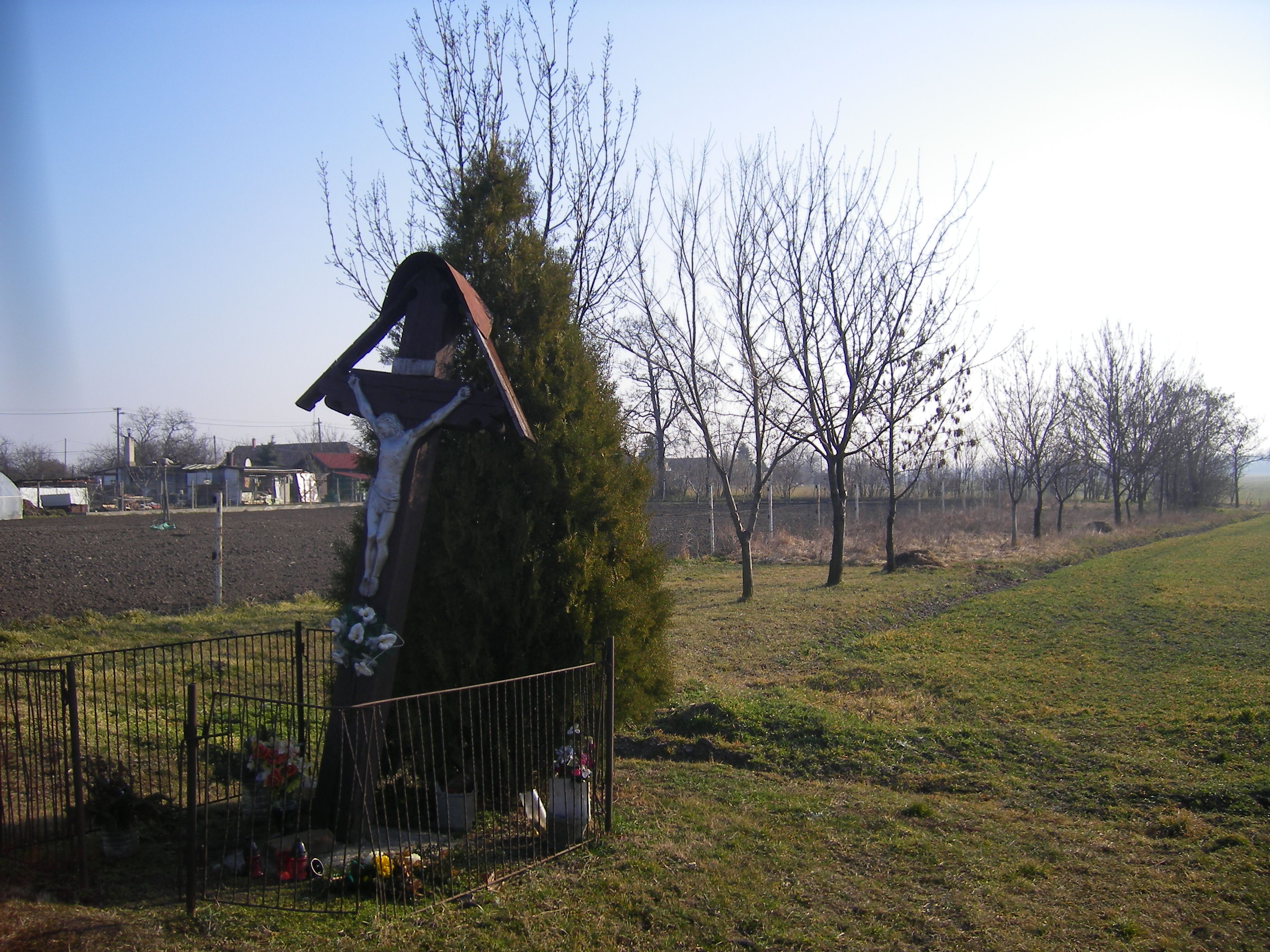
Feszület Nagyharcsáson
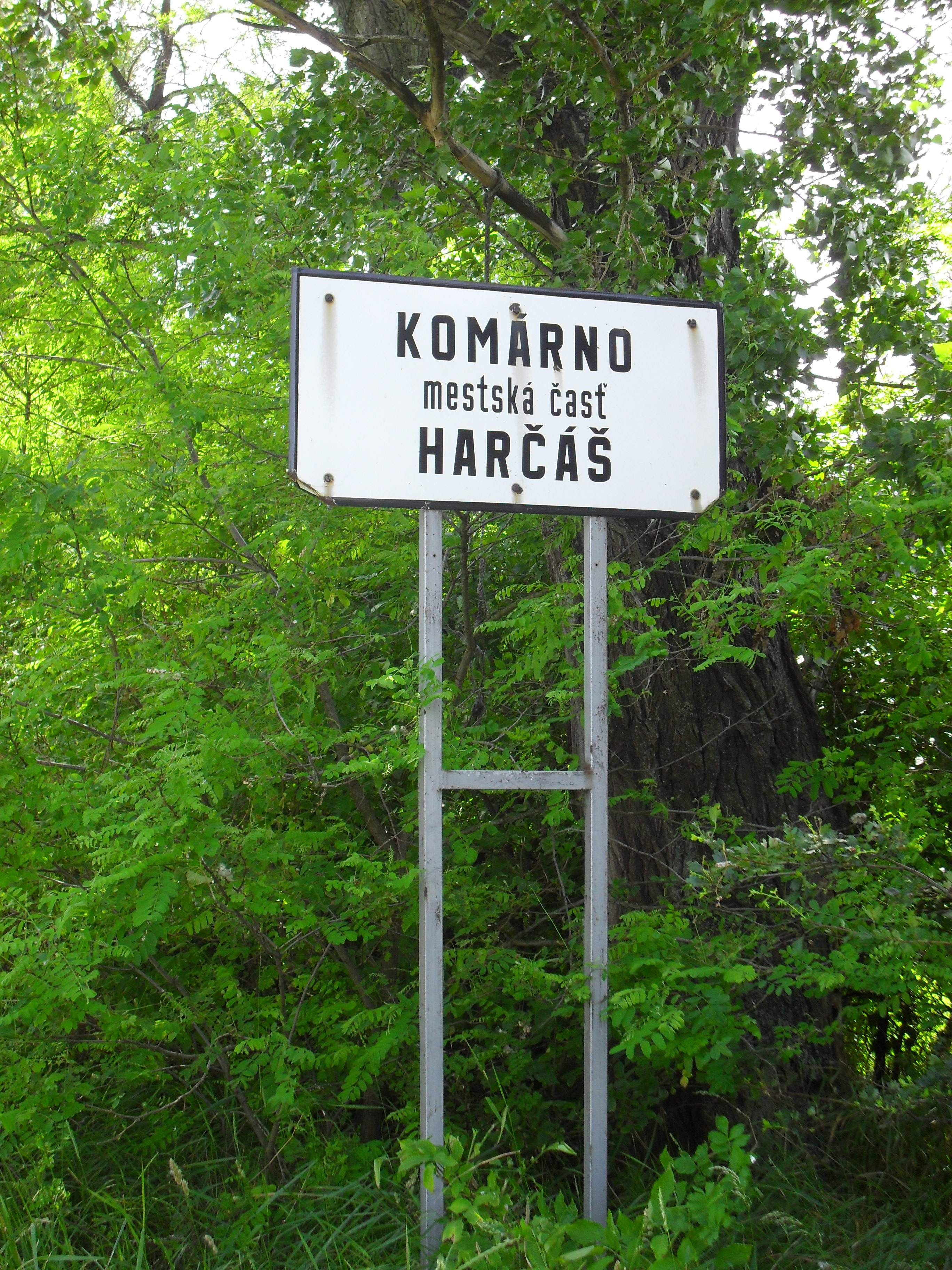
Helységnévtábla
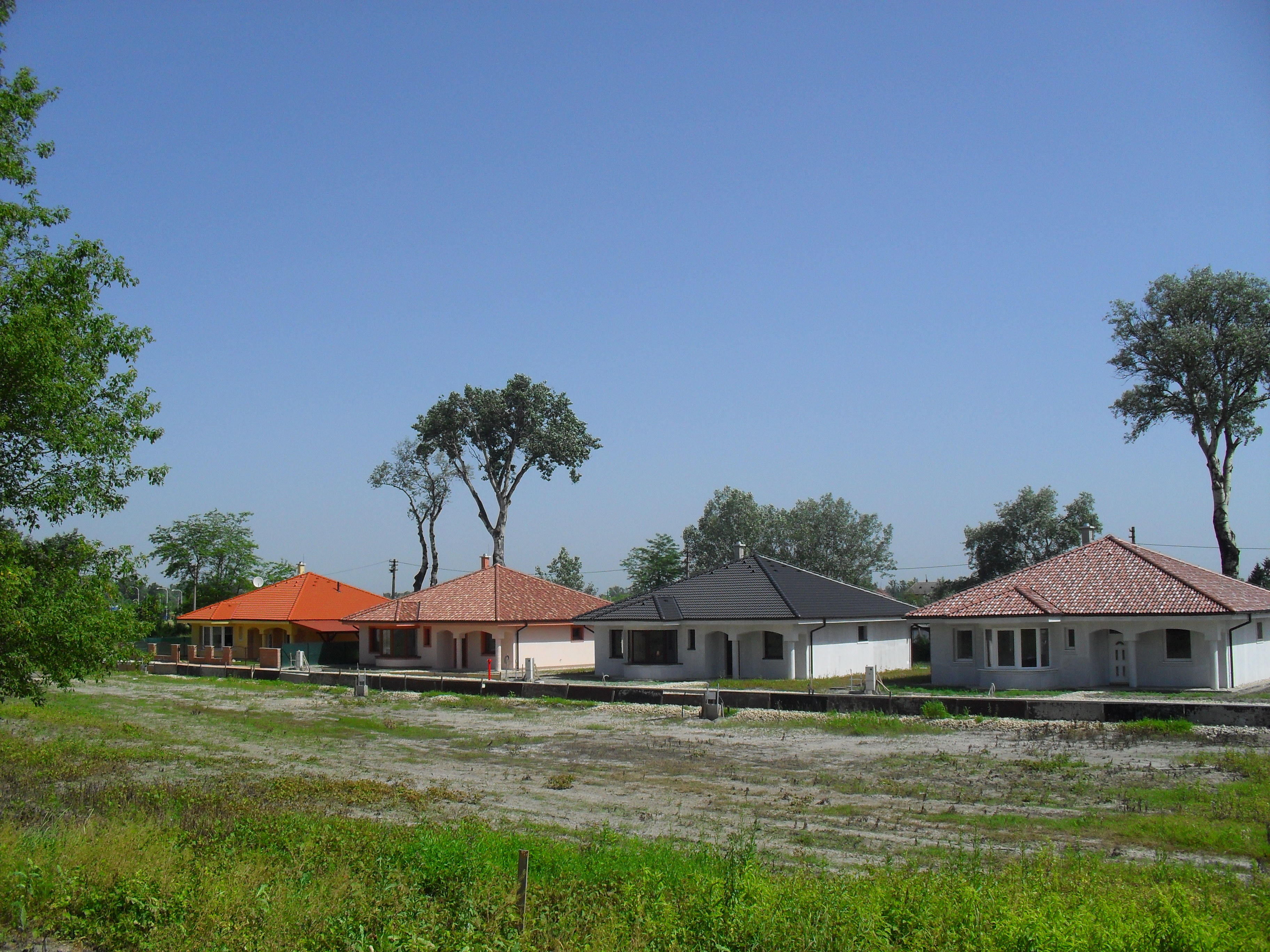
Új házsor Kisharcsáson
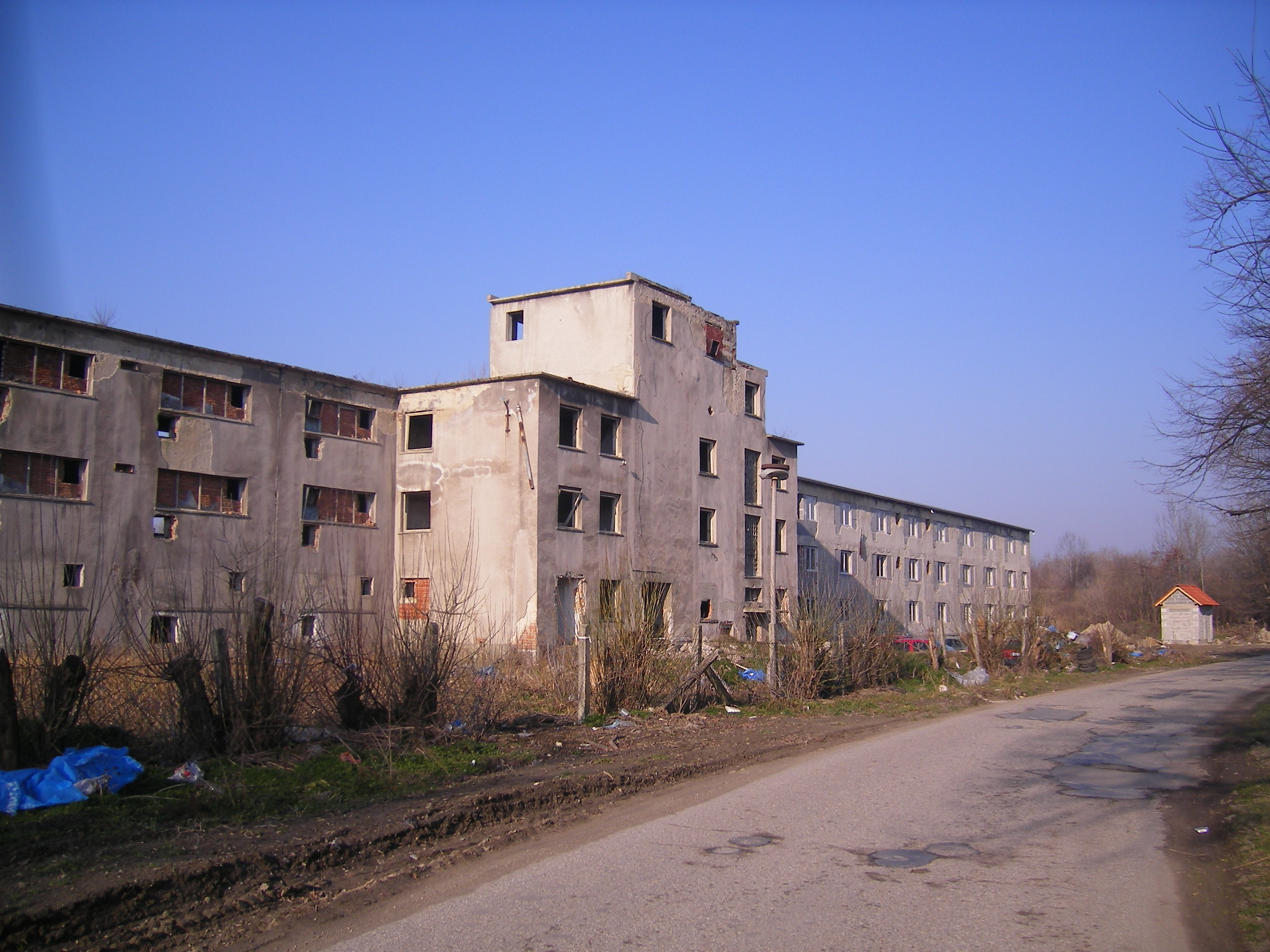
Az egykori csirketelep
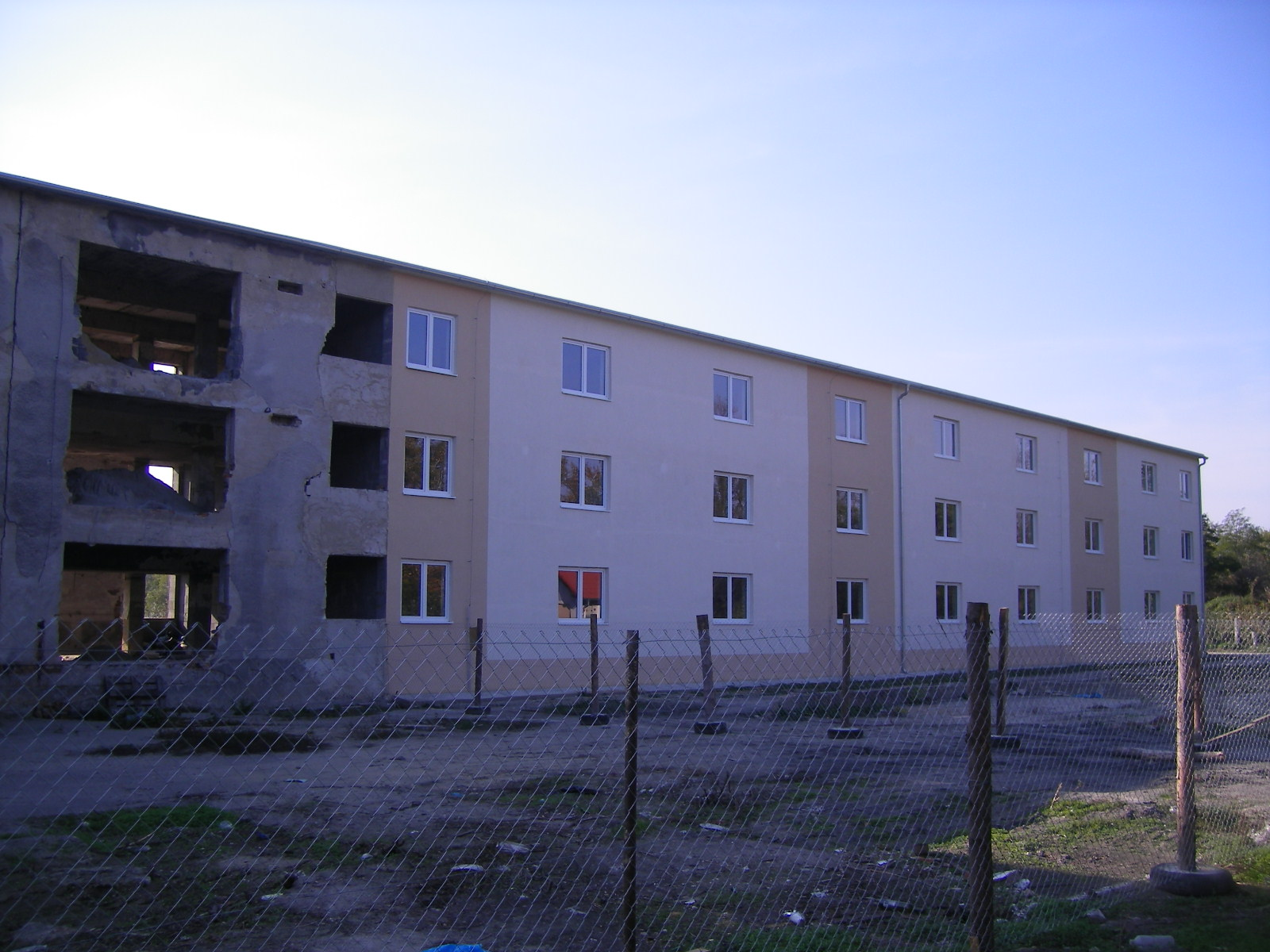
Épülő szociális bérlakások 2008 októberében
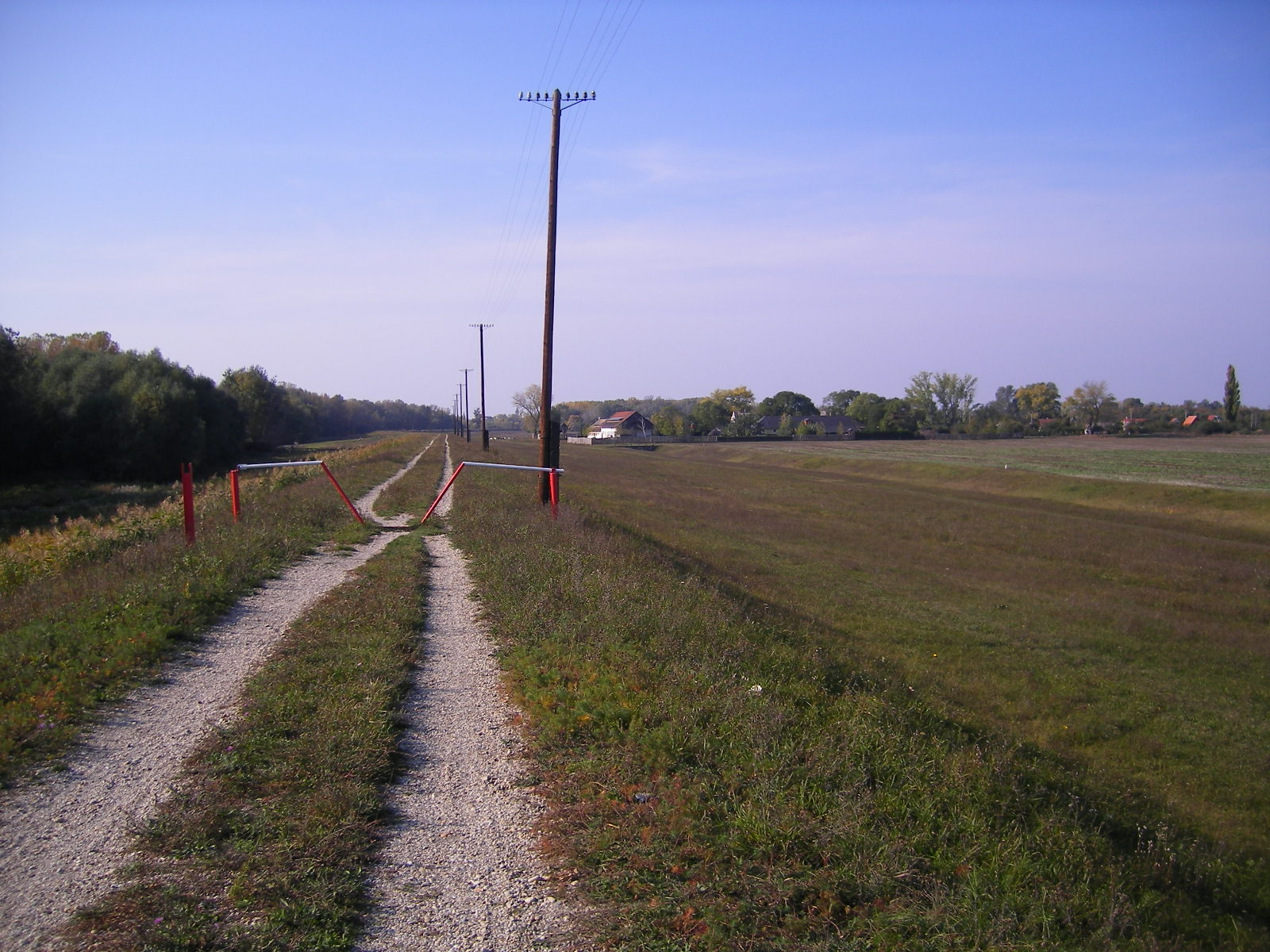
A Duna töltése Nagyharcsásnál